# Banebdjedet
Banebdjedet (anche Banebdjed) è una divinità egizia appartenente alla religione dell'antico Egitto.
È un antico dio in forma d'ariete il cui culto centrale si trovava al centro di Mendes ed il cui equivalente era Khnum in Alto Egitto; sua moglie era la Dea in sembianze di pesce di nome Hatmehit, forse la divinità originaria della città. Assieme al proprio figlio Arpocrate ("Horo il giovane") formano la cosiddetta triade o "trinità di Mendes".

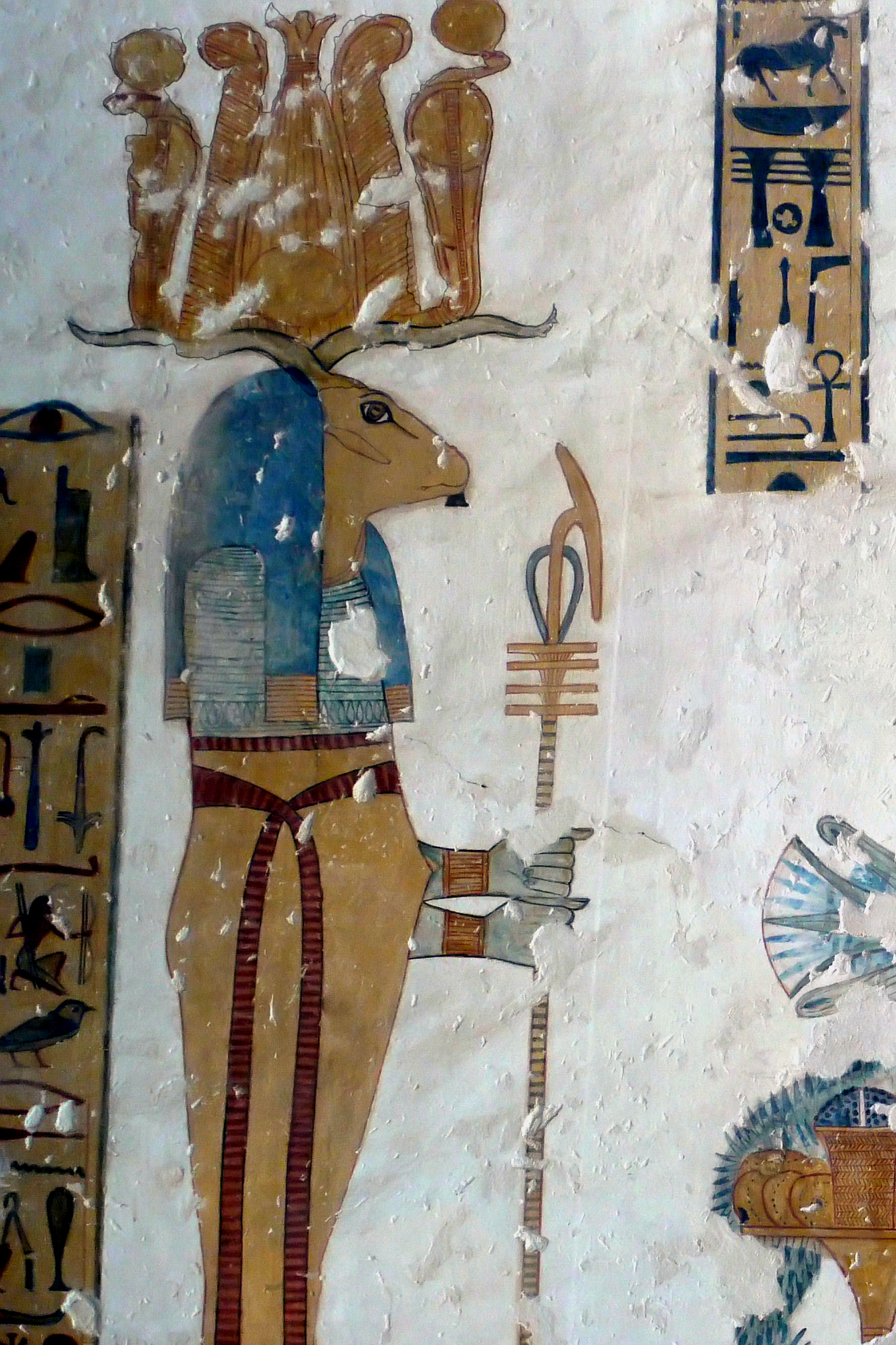
Il dio Banebdjedet all'interno della tomba KV19.

Le parole montone ed anima suonavano allo stesso modo nell'antica lingua egizia e le divinità criocefale erano considerate come delle forme sincretiche tra diversi dei.
Tipicamente Banebdjedet è stato raffigurato con quattro teste di ariete il "Ba" della divinità solare (vedi il concetto di Anima nella religione egizia; ma egli può anche esser collegato alla prima tetralogia di divinità che governarono l'antico Egitto (Osiride, Geb, Shu e Ra-Atum), ad ognuno dei quali vennero dedicati grandi templi in granito all'interno del vasto santuario urbano.
Il Libro della Vacca del Cielo descrive il "montone di Mendes" come il "Ba di Osiride", seppur questa non era un'associazione esclusiva. Una storia datata al Nuovo Regno lo descrive come esser consultato dal "divino tribunale" che stava giudicando il caso intercorrente tra il giovane Horus e lo zio Seth; ma egli propone che sia invece Neith a farlo, come atto di diplomazia: mentre la controversia continua sarà proprio Banebdjedet a suggerire che il trono debba essere consegnato a Seth in quanto fratello maggiore del sovrano defunto Osiride.
In una cappella del Ramesseum una gigantesca stele descrive come il dio Ptah abbia preso la forma di Banebdjedet, in vista della sua virilità acquisita (l'ariete è simbolo di potenza sessuale), in modo da ottenere l'unione con la donna che avrebbe concepito Ramses II; erano propriamente le forti connotazioni sessuali inerenti al suo culto a portare i primi cristiani a demonizzarne la figura.